# Phoradendron linifolium
Phoradendron linifolium là một loài thực vật có hoa trong họ Santalaceae. Loài này được (C. Presl) Eichler miêu tả khoa học đầu tiên năm 1868.